# Andrei Wladimirowitsch Gretschin
Andrei Wladimirowitsch Gretschin (russisch Андрей Владимирович Гречин, wiss. Transliteration Andrej Vladimirovič Grečin; * 21. Oktober 1987 in Barnaul) ist ein russischer Schwimmer.
Gretschins größter Erfolg ist der Gewinn der Goldmedaille mit der 4 × 100-m-Lagenstaffel mit neuem Europarekord bei den Europameisterschaften 2008 in Eindhoven.
Er qualifizierte sich bei den Olympischen Sommerspielen 2008 in Peking über die 50-m- und 100-m-Freistildistanzen.
Die 100-Meter-Freistilentscheidung beendete er als 15. und über die 50 Meter Freistil belegte er den 17. Endrang.